# 大卫·奥伯诺斯特勒
大卫·奥伯诺斯特勒（德語：David Obernosterer，1989年5月30日—），奧地利男子羽毛球運動員。

## 簡歷
2012年5月，大卫·奥伯诺斯特勒出戰保加利亞羽毛球公開賽，在男單決賽以1比2不敵馬來西亞的陳俊翔，屈居亞軍。
2014年8月，奥伯诺斯特勒參加丹麥哥本哈根舉行的世界羽毛球錦標賽，出戰男子單打項目。首圈以2-1力克巴西選手丹尼尔·帕约拉晉級，但在第二圈就以0比2（7-21、18-21）不敵愛爾蘭的斯科特·埃文斯出局。
2015年8月，奥伯诺斯特勒參加印尼雅加達舉行的世界羽毛球錦標賽，出戰男子單打項目，首圈就以1比2（14-21、21-11、22-24）不敵巴西的丹尼尔·帕约拉出局。

## 主要比賽成績
只列出曾進入準決賽的國際賽事成績：
| 年份   | 賽事                       | 公開賽級別 | 項目     | 拍檔              | 成績   |
| ------ | -------------------------- | ---------- | -------- | ----------------- | ------ |
| 2009年 | 羅馬尼亞羽毛球國際賽       | 國際系列賽 | 男子雙打 | Philip Katsaros   | 準決賽 |
| 2012年 | 保加利亞羽毛球公開賽       | 國際系列賽 | 男子單打 | －                | 亞軍   |
| 2012年 | 保加利亞羽毛球公開賽       | 國際系列賽 | 男子雙打 | 丹尼爾·格拉斯默克 | 準決賽 |
| 2012年 | 保加利亞羽毛球國際賽       | 國際挑戰賽 | 男子單打 | －                | 亞軍   |
| 2014年 | 克羅地亞羽毛球國際賽       | 國際系列賽 | 男子單打 | －                | 亞軍   |
| 2014年 | 斯洛文尼亞羽毛球國際賽     | 國際系列賽 | 男子單打 | －                | 準決賽 |
| 2014年 | 毛里裘斯羽毛球國際賽       | 國際系列賽 | 男子單打 | －                | 亞軍   |
| 2014年 | 毛里裘斯羽毛球國際賽       | 國際系列賽 | 混合雙打 | 伊丽莎白·巴利杜芙 | 準決賽 |
| 2014年 | 聖多明哥羽毛球公開賽       | 國際系列賽 | 男子單打 | －                | 冠軍   |
| 2014年 | 聖多明哥羽毛球公開賽       | 國際系列賽 | 混合雙打 | 伊丽莎白·巴利杜芙 | 冠軍   |
| 2015年 | 伊朗羽毛球國際挑戰賽       | 國際挑戰賽 | 男子單打 | －                | 冠軍   |
| 2015年 | 千里達及托巴哥羽毛球國際賽 | 國際系列賽 | 混合雙打 | 伊丽莎白·巴利杜芙 | 冠軍   |
| 2015年 | 聖多明哥羽毛球公開賽       | 國際系列賽 | 男子單打 | －                | 冠軍   |
| 2015年 | 聖多明哥羽毛球公開賽       | 國際系列賽 | 混合雙打 | 伊丽莎白·巴利杜芙 | 冠軍   |
| 2015年 | 毛里裘斯羽毛球國際賽       | 國際系列賽 | 混合雙打 | 伊丽莎白·巴利杜芙 | 準決賽 |
| 2015年 | 危地馬拉羽毛球國際賽       | 國際挑戰賽 | 混合雙打 | 伊丽莎白·巴利杜芙 | 準決賽 |
| 2015年 | 墨西哥羽毛球國際賽         | 國際系列賽 | 混合雙打 | 伊丽莎白·巴利杜芙 | 冠軍   |
| 2015年 | 阿根廷羽毛球國際賽         | 國際系列賽 | 男子單打 | －                | 準決賽 |
| 2015年 | 阿根廷羽毛球國際賽         | 國際系列賽 | 混合雙打 | 伊丽莎白·巴利杜芙 | 冠軍   |
| 2015年 | 智利羽毛球國際挑戰賽       | 國際挑戰賽 | 混合雙打 | 伊丽莎白·巴利杜芙 | 準決賽 |
| 2015年 | 巴西羽毛球國際賽           | 國際系列賽 | 混合雙打 | 伊丽莎白·巴利杜芙 | 亞軍   |
| 2016年 | 巴西羽毛球國際賽           | 國際系列賽 | 混合雙打 | 伊丽莎白·巴利杜芙 | 亞軍   |
| 2016年 | 吉拉爾迪拉羽毛球賽         | 國際系列賽 | 混合雙打 | 伊丽莎白·巴利杜芙 | 冠軍   |
| 2016年 | 牙買加羽毛球國際賽         | 國際系列賽 | 男子單打 | —                 | 亞軍   |
| 2016年 | 牙買加羽毛球國際賽         | 國際系列賽 | 混合雙打 | 伊丽莎白·巴利杜芙 | 冠軍   |
| 2016年 | 秘魯羽毛球國際賽           | 國際挑戰賽 | 混合雙打 | 伊丽莎白·巴利杜芙 | 準決賽 |

| 2007-2017年 | 首要超級賽 | 超級賽 | 黃金大獎賽 | 大獎賽 | 國際挑戰賽 | 國際系列賽 | 未來系列賽 | 其他 |

| 2018-2026年 | 總決賽 | 超級1000賽 | 超級750賽 | 超級500賽 | 超級300賽 | 超級100賽 | 國際挑戰賽 | 國際系列賽 | 未來系列賽 | 其他 |

### 奧運會和世錦賽參賽紀錄
|          | 2014 | 2015 | 2016       |
| -------- | ---- | ---- | ---------- |
| 男子單打 | 32強 | 64強 | 小組第四名 |